# Albertas Vasiliauskas
Albertas Vasiliauskas (* 14. Februar 1935 in Šlapaberžė bei Dotnuva, Rajon Kėdainiai; † 8. August 2024 in Kaunas) war ein litauischer Forstwissenschaftler, Forstbotaniker, Phytopathologe und Politiker.

## Leben
1953 absolvierte Vasiliauskas das Landwirtschaftstechnikum in Kaunas, 1958 das Diplomstudium an der Fakultät für Waldwirtschaft der Lietuvos žemės ūkio akademija und 1963 die Aspirantur am Forstinstitut Litauens. 1964 promovierte Vasiliauskas zum Thema Šakninė pintis (Fomitopsis annosa (Fr.) Bond. et sing.) Lietuvos eglynuose ir jos biologijos klausimai, susiję su panaudojimu kovos priemonių prieš ją in Phytopathologie an der Vilniaus valstybinis universitetas. 1981 habilitierte er zum Thema Šakninės pinties (Fomitopsis annosa (Fr.) karst.) ekologijos bei biologija ir faktoriai apribojantys jos patogenetiškumą Lietuvos eglynuose an der Universität Tartu in Estland.
Ab 1958 war er Revierförster in Zapyškis und von 1959 bis 1960 in Vaišvydava und ab 1964 wissenschaftlicher Mitarbeiter im Forstinstitut Litauens. Von 1966 bis 1990 leitete er als Direktor das Forstforschungszentrum Dubrava, von 1990 bis 1991 als Oberförster die Oberförsterei Dubrava sowie von 1992 bis 1994 als Direktor das Forstinstitut Miškų institutas.
Von 1984 bis 1994 lehrte Vasiliauskas Ökologie an der Lietuvos žemės ūkio akademija. Von 1994 bis 1996 war er Forstwirtschaftsminister Litauens in der 6. Regierung Litauens (geleitet von Adolfas Šleževičius), 1996 in der 7. Regierung von Laurynas Mindaugas Stankevičius, von 2001 bis 2005 stellvertretender Umweltminister Litauens.

## Ehrung
- Ehrenmitglied von Kolleg für Forst- und Umweltingenieurwesen Kaunas

## Bibliografie
- Lietuvos TSR miškų ūkis, 1968
- Svarbiausių miško medžių kenkėjai ir ligos, 1968
- Šakninė pintis ir spygliuočių miškų ekosistemų atsparumas, 1989, rusų k.
- Miško apsaugos vadovas, 2000
- Miško fitopatologija / Zenonas Dabkevičius, Albertas Vasiliauskas, Algimantas Žiogas. – Kaunas: Lututė, 2006. – 355 p.: iliustr. – ISBN 9955-692-53-7